# Borderline (chanson de Madonna)
Vous lisez un « bon article » labellisé en 2010.  Il fait partie d'un « bon thème ».
Cet article concerne la chanson de Madonna. Pour la chanson de Michael Gray, voir Borderline.
Pour les articles homonymes, voir Borderline.
Singles de Madonna
Lucky Star
(1983) Like a Virgin
(1984)
Pistes de Madonna
Lucky Star
(1) Burning Up
(3)
Borderline est le cinquième et dernier single de l'album Madonna de la chanteuse du même nom. Il sort le 15 février 1984 sous le label Sire Records. Écrite et composée par Reggie Lucas, la chanson est remixée par John Benitez, le petit-ami de Madonna.
Borderline reçoit un bon accueil de la presse, qui trouve qu'il s'agit musicalement de la chanson la plus complexe de son album et loue la nature dance-pop du morceau. Dixième au Billboard Hot 100, c'est le premier Top 10 de Madonna dans ce classement. À l'échelle internationale, la chanson entre dans le top 20 de nombreux pays européens arrivant même en première place du hit-parade irlandais. En 2009, elle est classée en 84e position de l'article The 500 Greatest Songs Since You Were Born du magazine Blender.
Le clip qui accompagne la chanson montre Madonna avec un homme d'origine hispano-américaine présenté comme son petit ami. Elle est attirée par un photographe britannique et devient son modèle mais finit par retourner avec le premier homme. Le clip suscite l'intérêt des critiques musicaux, qui remarquent le personnage de la femme libre. Lorsqu'il est diffusé sur la chaîne MTV, la popularité de la chanteuse fait un bond en avant. Elle interprète cette chanson dans The Virgin Tour et Sticky & Sweet Tour. Borderline est reprise par plusieurs artistes tels que Duffy et Counting Crows.

## Contexte
En 1982, Madonna travaille avec Reggie Lucas pour son premier album. Elle a déjà composé trois chansons, quand Lucas en choisit qui s'appelle Borderline. Toutefois, après l'enregistrement du morceau, Madonna n'apprécie pas la version finale de Lucas. Selon elle, il utilise trop d'instruments et ne prend pas en compte ses idées, ce qui entraîne un désaccord entre eux. Après avoir fini la production, Lucas quitte le projet sans avoir modifié les chansons selon les préférences de Madonna. Ainsi, elle décide de faire appel à son petit ami John « Jellybean » Benitez pour qu'il remixe Borderline et d'autres pistes de l'album.

## Composition musicale
Borderline introduit un changement de tonalité vocale, inhabituelle dans les autres chansons de Madonna. Cette piste est sentimentale, elle parle d'un amour à sens unique. Selon, Santiago Fouz-Hernández, un des auteurs de Madonna's drowned worlds, certaines paroles de la chanson comme « Something in way you love me won't let me be/I don't want to be your prisoner so baby won't you set me free » montrent une rébellion contre l'égoïsme de l'homme. Madonna compose sa voix pour faire passer davantage de sentiments et est soutenue par l'instrumentation de Lucas. Borderline est considérée comme le meilleur exemple de la collaboration entre Madonna et Lucas, la profondeur émotionnelle de la chanson s'en ressent. D'après Toby Cresswell, auteur de 1001 Songs: The Great Songs of All Time and the Artists, Stories and Secrets Behind Them, « même si le refrain semble glacial, c'est un genre tout à fait en accord avec son époque et Madonna conservera la gamme vocale de cette piste au long de sa carrière musicale ». La chanson débute par une introduction au clavier. Le bassiste Anthony Jackson s'occupe des synthétiseurs. Les accords de Borderline s'inspirent des tubes disco des années 1970 à Philadelphie ainsi qu'au style musical d'Elton John au milieu de ces mêmes années. Les séquences d'accords rappellent une chanson de Bachman-Turner Overdrive intitulée You Ain't Seen Nothing Yet bien que les passages de synthétiseurs restent typiques du style musical de Madonna. La chanson possède un tempo modéré de 120 battements par minute et la gamme vocale de Madonna se situe entre fa  3 et si 4. Elle suit la progression d'accords : ré, do et sol dans le premier couplet puis si m, mi m, la et fa  avant le refrain avant de changer en la, fa , si m, la et mi ou alors sol, ré, la pendant le refrain.

## Accueil

### Critiques de la presse

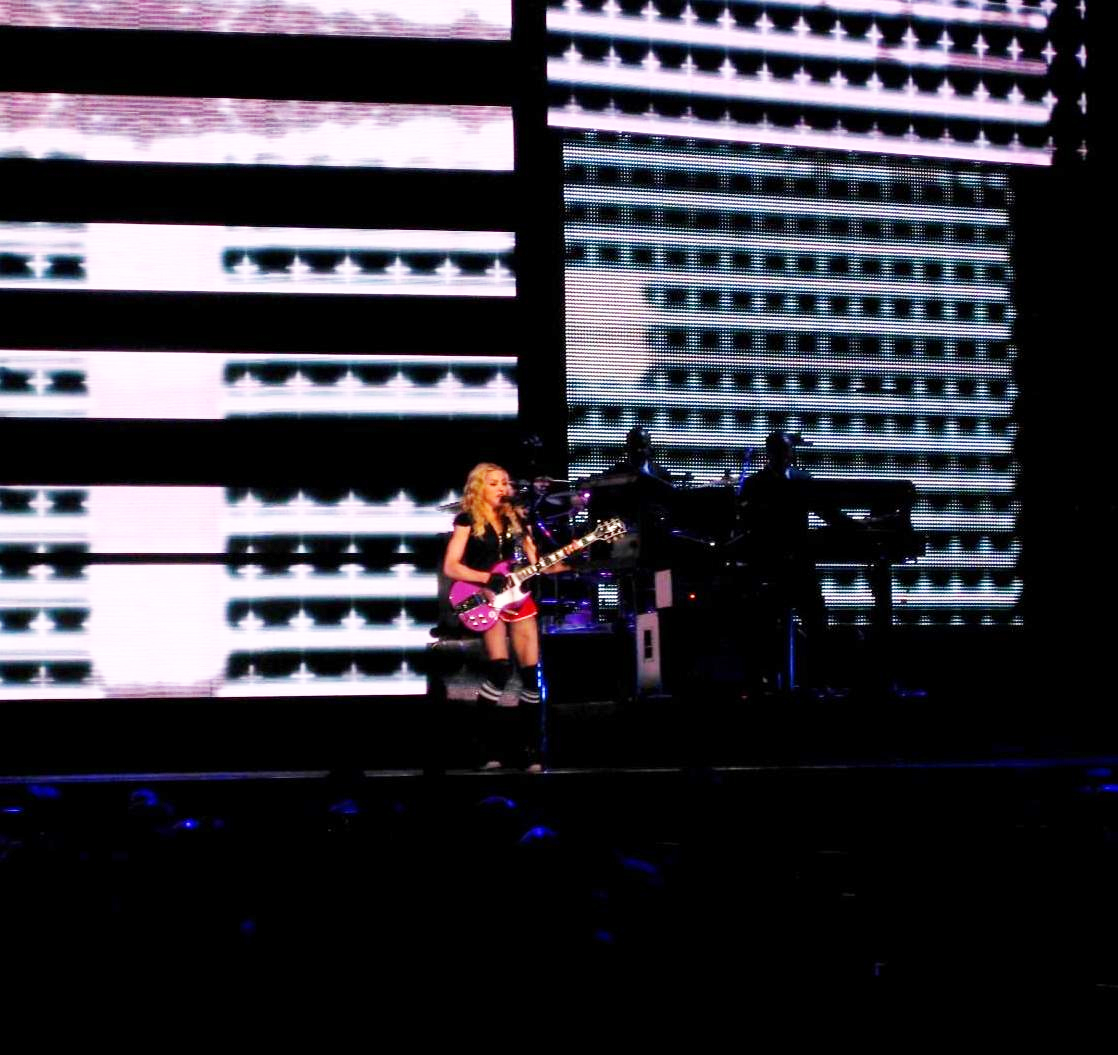
Madonna interprétant Borderline lors du Sticky & Sweet Tour.

J. Randy Taraborrelli, auteur d'une biographie sur Madonna, considère Borderline et Holiday comme les deux succès phares ayant permis le lancement de la carrière de Madonna dans l'industrie musicale. Il ajoute que la voix sobre de Madonna rend la piste « aussi proche d'une vieille production de Motown qu'il en était possible dans les années 1980, alors dominées par la dance music ». Dans son livre Rock 'n' Roll Gold Rush, Maury Dean explique que la chanson est comme un « boogie résonnant » avec « un style effronté et un magnétisme aguicheur » alors que Rikky Rooksby, dans son livre The Complete Guide to the Music of Madonna, estime que la chanson est harmoniquement la plus complexe de son premier album. Stephen Thomas Erlewine d'AllMusic trouve que la chanson est agitée alors que Sal Cinquemani de Slant Magazine la trouve sentimentale. Bill Lamb d'About.com pense que Borderline, avec Lucky Star et Holiday, est à la pointe de la dance-pop. Le critique Dave Marsh, auteur du livre The heart of rock & soul, dit que « l'on ne peut pas contester le fait que sa musique soit de qualité, quelles que soient les valeurs morales qu'elle perturbe » alors que Roxanne Orgill, auteur du livre Shout, sister, shout!, fait remarquer que Borderline est la chanson qui a fait de Madonna la star qu'elle est devenue. Thom Duffy du journal Orlando Sentinel pense que Borderline qui « introduit Madonna, la star pop à la voix d'hélium et la minette ».

### Classements
Aux États-Unis, Borderline devient le premier single de la chanteuse à atteindre top 10 du classement Billboard Hot 100 en mars 1984. Elle atteint la seconde position du Billboard Hot Dance Music/Play et devient également un succès dans le Hot Adult Contemporary Tracks où elle est vingt-troisième. Le 22 octobre 1998, la chanson est certifiée disque d'or par la Recording Industry Association of America (RIAA) pour la vente de 500 000 d'exemplaires du single. À la fin de l'année 1984, elle termine à la 35e position du classement annuel du Billboard. Au Canada, Borderline débute au 56e rang du classement RPM le 4 août 1984 et parvient à la 25e place le 15 septembre 1984 pour un total de quatorze semaines dans le hit-parade.
Au Royaume-Uni, la version originale de Borderline atteint le 56e rang du hit-parade le 16 juin 1984. Lors de sa réédition le 1er janvier 1986, elle parvient cette fois-ci à se hisser à la seconde position et reste dans le classement pendant neuf semaines. La chanson est également certifiée disque de platine par la British Phonographic Industry (BPI) en février 1986. Selon l'Official Charts Company, la chanson s'est vendue à 310 000 exemplaires au Royaume-Uni. Dans le reste de l'Europe, la chanson est en pole position du classement irlandais et atteint le top 10 en Belgique et aux Pays-Bas,,. Borderline atteint la 47e place en Nouvelle-Zélande, la 23e en Suisse et la douzième en Australie,,. Le magazine Bender place la chanson au 84e rang de l'article The 500 Greatest Songs Since You Were Born en 2009.

## Clip vidéo
Le clip de Borderline est tourné à Los Angeles du 30 janvier 1984 au 2 février 1984 et est la première vidéo que Madonna fait avec Mary Lambert qui réalise plus tard les clips de Like a Virgin, Material Girl, La Isla Bonita et Like a Prayer. La vidéo décrit l'essor de la popularité de Madonna où elle prend ce qui est considéré comme une des décisions majeures de sa carrière quand elle commence à être diffusée par la chaîne MTV. Elle interprète le rôle d'une jeune fille, amoureuse d'un garçon hispanique. Un photographe britannique la remarque et publie des photos d'elle sur la couverture d'un magazine. La représentation de la vie dans la rue et la scène de haute couture est un clin d'œil à la vie de Madonna à l'époque où elle vivait dans la précarité, était proche des quartiers multiraciaux et fréquentait régulièrement les discothèques, jusqu'à ce que sa carrière commence à décoller et que le monde de la célébrité s'ouvre à elle. Le scénario implique une hésitation émotionnelle envers son petit-ami et le photographe. Dans la vidéo, le petit-ami de Madonna est Latino et sa lutte dans cette relation montre celle des femmes hispaniques face à leurs hommes. Dans un numéro de Rolling Stone sorti en janvier 1997, Mary Lambert décrit la vidéo et son histoire :

« Les garçons et les filles profitent des plaisirs de l'amour barrio, la fille est attirée par la gloire, le garçon est fâché, la fille devient célèbre mais la réaction inadmissible de son nouveau petit-ami pour un détail comportemental (tout ce qu'elle fait consiste à tagger sa grosse voiture de sport) entraîne son retour auprès de son véritable amour. »

Le scénario du clip narre le tissage de deux histoires d'amour entremêlées, l'une en couleurs et l'autre en noir et blanc. Dans la séquence colorée, Madonna chante, flirte et séduit le garçon hispanique qui devient son petit-ami tandis que dans la séquence en noir et blanc, elle pose pour le photographe qui la courtise. La vidéo montre Madonna dans son style habituel de l'époque : ses cheveux sont comme un nid de corneilles, ses gants en dentelle, elle porte des bottines avec des chaussettes épaisses et sa ceinture boy-toy. Elle change d'une scène à l'autre, aussi bien en noir et blanc qu'en couleurs, utilisant une parure de vêtements différents tels qu'un crop top, T-shirt, vestes et pull-over associés avec des bas de pantalons et de jeans ainsi que quelques robes de soirée. Posant pour le photographe, Madonna fixe la caméra d'un regard défiant, ce qui représente l'agressivité sexuelle. À un moment de la vidéo, Madonna commence à peindre des graffitis sur certaines statues, elle apparaît alors comme une rebelle qui ne respecte pas les règles et tente d'innover. Avec ce clip, elle brise le tabou des relations inter-raciales, même si au premier abord, Madonna délaisse le garçon hispanique en faveur du photographe. Elle le rejette plus tard, ce qui signifie qu'elle désire contrôler ses propres plaisirs sexuels ou aller au-delà des limites établies par la pop avec les paroles « You just keep on pushing my love, over the borderline ». L'image contrastée de Madonna, d'abord représentée par une blonde ébouriffée dans la séquence hispanique puis comme une blonde plus glamour, laisse suggérer que l'on peut construire sa propre image et sa propre identité. S'identifier comme une hispanique est une excellente stratégie commerciale pour appeler les noirs et les hispaniques à briser les différences raciales.
Après sa diffusion, Borderline commence à attirer l'attention des critiques musicaux. Ils appuient leurs commentaires sur le symbole de l'autorité dans les deux scènes contrastées de la vidéo. Le studio du photographe est décoré de sculptures classiques et de statues nues tenant des lances dans un symbole phallique. Parallèlement, ce symbole est retrouvé dans le quartier hispanique par un réverbère que Madonna embrasse et une queue de billard maintenue droite par l'ami de Madonna. Allan Metz raconte qu'avec ces scènes, Madonna montre sa vision sophistiquée de la fabrication de la féminité en tant que pouvoir suprême plutôt que des stéréotypes sur l'oppression. Carol Clerk pense que les vidéos de Borderline et Lucky Star prouvent que Madonna n'est pas une fille gentille, mais plutôt une femme impertinente, maligne et drôlement forte. Karl Lagerfeld et Christian Lacroix réutilisent ensuite les vêtements qu'elle porte dans la vidéo pour des défilés de mode la même année. Le professeur Douglas Kellner, auteur du livre Media Culture: Cultural Studies, Identity, and Politics Between the Modern and the Postmodern, ajoute que le clip représente les stratégies qu'utilise Madonna dans sa marche vers la célébrité.

## Performances en direct

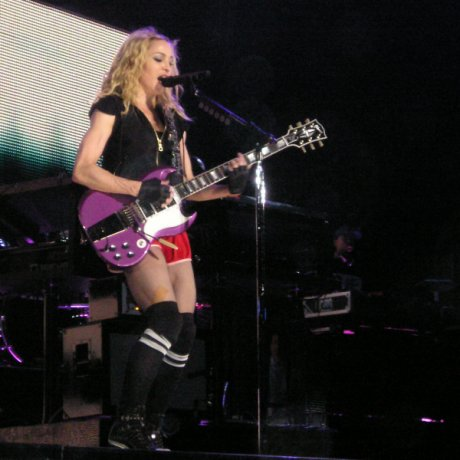
Madonna interprète Borderline durant son Sticky & Sweet Tour

Madonna interprète Borderline durant The Virgin Tour en 1985 et Sticky & Sweet Tour en 2008. Lors du Virgin Tour, elle chante la version originale du titre en portant des croix autour de son cou et en boucle d'oreille, accessoires visibles dans certains de ses clips qui ont aussi lancé une mode vestimentaire,. Elle apparaît derrière une silhouette et descend les escaliers en secouant les mains et en chantant. Cependant, la prestation n'est pas incluse dans la vidéo Live: The Virgin Tour de 1985.
Borderline est ajoutée à la programmation de la première partie du Sticky & Sweet Tour en 2008 dans le thème Old School. Les vêtements de la chanteuse, conçus par le styliste américain Jeremy Scott, font référence à ses premiers jours à New York. Madonna réalise une version pop-punk de la chanson avec une guitare électrique rose tandis que le fond de la scène affiche des caricatures de Keith Haring et des images graphiques. Jon Pareles du New York Times trouve que l'interprétation est enthousiaste tandis que Nekesa Mumbi Moody de USA Today la qualifie de « performance qui balance » alors que Caryn Ganz de Rolling Stone estime qu'elle est le « mauvais tour d'une chanson aux capacités pop ». La chanson n'est cependant pas incluse dans la seconde partie de la tournée en 2009 et est remplacée par une version rock de la chanson Dress You Up.

## Reprises
En 2000, Nivek Ogre de ohGr reprend une version électro-industriel de la chanson et l'inclut dans une compilation hommage de Madonna intitulée Virgin Voices: A Tribute To Madonna, Vol. 2. Heather Phares de AllMusic dit que la version d'Ogre n'est pas le meilleur morceau de l'album. Le groupe de Chicago de style pop punk Showoff, enregistre une reprise pour l'album Punk Goes Pop sorti en 2002. En 2006, la chanteuse Jody Watley reprend Borderline pour son album The Makeover et sort en single au Royaume-Uni en octobre 2009. Les Chapin Sisters incluent une version folk acoustique de la piste dans l'album Through the Wilderness. En 2008, la chanteuse Duffy interprète Borderline au festival Radio 1's Big Weekend qui a lieu au Mote Park à Maidstone. The Flaming Lips et Stardeath and White Dwarfs enregistrent une reprise de la chanson pour la compilation de 2009 intitulée Covered: A Revolution in Sound. Stephen Thomas Erlewine d'AllMusic pense que la reprise tourne la version de Madonna « dans un sens contraire ». Les Counting Crows interprètent Borderline au Royal Albert Hall en 2003, une version MP3 sort sur leur site officiel le 17 mars 2009. ABC News critique la prestation en la jugeant décevante. En 2010, la série télévisée Glee reprend la chanson dans l'épisode La Puissance de Madonna. Il s'agit d'un mashup avec Open Your Heart, interprété par Cory Monteith et Lea Michele.

## Versions
| - Version États-Unis 7" Single 1. Borderline (Edit) – 4:02 2. Think of Me – 4:14 - Version Royaume-Uni Édition limitée Picture Disc 1. Borderline (Edit) – 4:02 2. Physical Attraction (Edit) – 5:12 - Version Royaume-Uni 12" Single 1. Borderline (US Remix) – 5:29 2. Borderline (Dub Remix) – 5:56 3. Physical Attraction (Version intégrale) – 6:01 - Ré-édition européenne 5" CD 1. Borderline (Dub Version) – 4:02 2. Borderline (US Remix) – 5:29 3. Physical Attraction (Version Long Play) – 5:24 | - Version États-Unis 12" Maxi Single 1. Borderline (New Mix) – 5:29 2. Lucky Star (New Mix) – 6:19 - Version États-Unis 12" Maxi Single promotionnel 1. Borderline (New Mix) – 5:29 2. Borderline (Instrumental) – 4:47 - Version australienne 12" Single 1. Borderline (New Extended Mix) – 6:56 2. Borderline (Edit) – 4:02 3. Borderline (Instrumental) - Version allemande 12" Single 1. Borderline (US Remix) – 4:02 2. Borderline (Dub Remix) – 5:29 3. Physical Attraction (Version intégrale) – 6:02 |

## Crédits
- Producteur, parolier : Reggie Lucas
- Synthétiseur : Dean Gant, Fred Zarr et Ed Walsh
- Piano acoustique et électrique : Dean Gant et Fred Zarr
- Guitares : Reggie Lucas et Ira Siegal
- Programmeur batterie : Reggie Lucas et Leslie Ming
- Saxophone Ténor : Bobby Malach
- Basse électrique : Anthony Jackson
- Chœurs : Gwen Guthrie, Norma Jean Wright, Madonna, Brenda White et Chrissy Faith

Source

## Classements, certifications et succession

### Classements
| Chart                                          | Meilleur classement | Certification |
| ---------------------------------------------- | ------------------- | ------------- |
| Australie                                      | 12                  |               |
| Belgique                                       | 4                   |               |
| Canada                                         | 25                  |               |
| Irlande                                        | 1                   |               |
| Pays-Bas                                       | 3                   |               |
| Royaume-Uni                                    | 56                  |               |
| Royaume-Uni (réédition de 1986)                | 2                   | Platine       |
| États-Unis Adult Contemporary                  | 23                  |               |
| États-Unis Billboard Hot 100                   | 10                  | Platine       |
| États-Unis Billboard Hot Dance/Club Play Chart | 4                   |               |